# Carrière de l'Enfer
Carrière de l'Enfer este o arie protejată (sit de importanță comunitară — SCI) din Franța întinsă pe o suprafață de 41,11 ha, integral pe uscat.

## Localizare
Centrul sitului Carrière de l'Enfer este situat la coordonatele 45°45′28″N 0°58′13″W / 45.75778°N 0.97028°V.

## Înființare
Situl Carrière de l'Enfer a fost declarat arie specială de conservare în baza directivei 92/43 din 1992 referitoare la conservarea habitatelor naturale și a faunei și florei sălbatice pentru a proteja 7 specii de animale.

## Biodiversitate
Situată în ecoregiunea atlantică, aria protejată nu include niciun habitat protejat.
La baza desemnării sitului se află mai multe specii protejate de  mamifere (7): liliac cu aripi lungi (Miniopterus schreibersii), liliac cu urechi mari (Myotis bechsteinii), liliac cărămiziu (Myotis emarginatus), liliac comun (Myotis myotis), liliacul mediteranean cu potcoavă (Rhinolophus euryale), liliacul mare cu potcoavă (Rhinolophus ferrumequinum), liliacul mic cu potcoavă (Rhinolophus hipposideros).
Pe lângă speciile protejate, pe teritoriul sitului au mai fost identificate 4 specii de amfibieni, 5 specii de mamifere.